# Чёрный Лес (Логойский район)
Чёрный Лес (бел. Чорны Лес) — деревня в Логойском районе Минской области Беларуси. Входит в состав Логойского сельсовета.

## Географическое положение
Расположена в 2-х километрах юго-восточнее Логойска, в 41 км от Минска, в 22 км от железнодорожной станции Смолевичи линии Минск—Орша, в 500-800 метрах восточнее и юго-восточнее озера Круглое.

## История
На 1885 год упоминается как урочище в районе озера Круглое на территории Логойской волости Борисовского уезда Минской губернии.
Согласно переписи населения Российской империи 1897 года в урочище было 4 двора, где проживали 68 человек.
На 1909 год застава Чёрный Лес, насчитывавшая 5 дворов и 29 жителей. В 1917 году это был уже хутор в 3 двора, где жили 23 человека.
С февраля по декабрь 1918 года деревня была оккупирована немецкими войсками, с августа 1919 по июль 1920 — польскими.
В составе БССР с 1919 года. 20 февраля 1938 года вошла в состав вновь образованной Минской области.
На 1941 год деревня насчитывала 18 дворов и 72 жителя. Во время Великой Отечественной войны была оккупирована немцами с начала июля 1941 года по начало июля 1944 года.
На 1969 год здесь было 32 двора, жили 120 человек.
В 2003 году насчитывалось 34 дома и 84 жителя. Согласно переписи населения Беларуси 2009 года в деревне было 37 домохозяйств и 100 постоянных жителей.

## Население

### Численность
- 2009 — 37 дворов, 99 жителей

### Динамика
- 1897 — 4 двора, 68 жителей
- 1909 — 5 дворов, 29 жителей (застенок Лес Черный)
- 1917 — 3 двора, 23 жителя
- 1941 — 18 дворов, 72 жителя
- 1969 — 32 двора, 120 жителей
- 1999 — 70 жителей (перепись населения)
- 2003 — 34 двора, 84 жителя
- 2009 — 37 дворов, 99 жителей (перепись населения)[4]
- 2021 — 62 двора